# فرانس ألفونس يانسون
فرانس ألفونس يانسون هو أحيائي بلجيكي، ولد في 23 يوليو 1865، وتوفي في 8 أكتوبر 1924.